# رولاند بلين
رولاند بلين (بالفرنسية: Roland Blain)‏ (مواليد 1934) هو رسام هايتي. وهو من سكان بورت أو برنس. كان بلين يرسم المشاهد الطبيعية مثل الأدغال والحيوانات والطيور الغريبة والمناظر الطبيعية.